# Aphex Twin

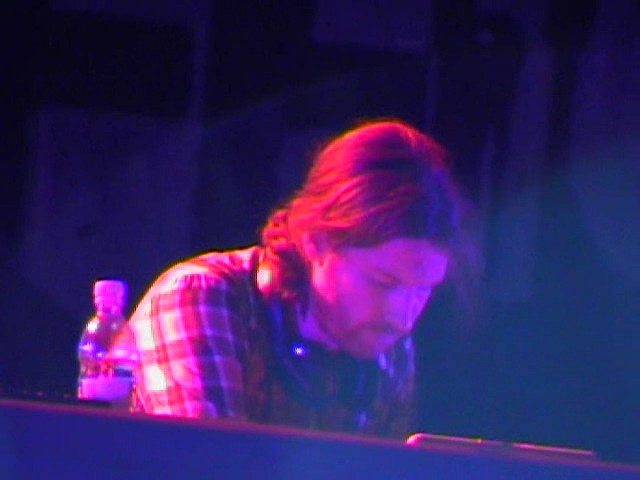
Aphex Twin in 2007

Aphex Twin, alias van Richard David James, (Limerick, Ierland, 18 augustus 1971) is een Britse muzikant en producer. Door The Guardian werd hij in 2001 omschreven als de meest inventieve en invloedrijke muzikant binnen de hedendaagse elektronische muziek. Aphex Twin was een van de pioniers op het gebied van de Intelligent Dance Music (IDM). Hij kent dan ook een cult-aanhang en talloze navolgers die hun werk door zijn muziek hebben laten inspireren.

## Geschiedenis

### Vroege leven
Richard David James werd in 1971 geboren als tweede zoon van Lorna en Derek James in het St. Munchins Limerick Regional Maternity Hospital in Ierland. Hij groeide samen met zijn zussen op in Cornwall waar hij vrijelijk zijn gang kon gaan.
Als kind experimenteerde hij met de snaren en hamers van de gezinspiano. Op 12-jarige leeftijd begon hij met het produceren van muziek. Als tiener draaide hij in de Shire Horse in St. Ives, samen met Tom Middleton in de Bowgie Inn in Crantock, en ook op verscheidene stranden verspreid over Cornwall. Van zijn 16e tot zijn 18e studeerde hij techniek aan het Cornwall College.

### Vroege carrière (1990-1992)
James ontmoette Grant Wilson-Claridge in 1989, terwijl ze aan het dj'en waren in de Bowgie Inn. Wilson-Claridge werd geïntrigeerd door de sets die James draaide en was later verbaasd toen hij vernam dat James tapes van zijn eigen muziek afspeelde.
De eerste plaat van Richard James was de 12”-ep Analogue Bubblebath, onder zijn AFX pseudoniem. Het werd gespeeld op KISS FM, een invloedrijk radiostation uit Londen, dat ervoor zorgde dat de ep een succes werd.
In 1991 richtte hij samen met Grand Wilson-Claridge het platenlabel Rephlex Records op. James bracht twee andere Analogue Bubblebath-ep's uit onder de AFX pseudoniem en een Bradley Strider-ep als Bradley Strider tussen 1991 en 1993. Hij nam ook een aantal nummers op die op latere releases, zoals I Care Because You Do en GAK, zouden verschijnen. In 1992 had Aphex Twin een grote hit in eigen land met het nummer Digeridoo. Het al wat oudere nummer werd heruitgegeven en was populair op raves.

### Succes vergroot
De eerste Aphex Twin-plaat op albumformaat, Selected Ambient Works 85-92, werd in 1992 uitgebracht op R&S Records. In 1992 bracht hij ook de Xylem Tube ep en Digeridoo uit als Aphex Twin, de Pac Man EP als Power Pill en twee van de vier Caustic Window-ep's.
In 1993 bracht Aphex zijn derde uitgave van de Analogue Bubblebath-serie uit, de single On, zijn tweede Bradley Strider-ep, twee Caustic Window-ep's en zijn eerste releases op Warp Records: Surfing on Sine Waves en Quoth onder het alias Polygon Window.
Warp Records drukte en bracht het vervolg uit op SAW85-92, Selected Ambient Works Volume II, in 1994. De muziek was veel minder gefocust op beats en veel meer op soundscapes. In 1994 bracht hij ook nog zijn vierde plaat uit de serie Analogue Bubblebath uit, GAK, en een compilatie van oudere nummers genaamd Classics.
Voor zijn album release in 1995, genaamd I Care Because You Do, gebruikte hij een foto van zijn gezicht als cover voor de cd, hetgeen hij later vaak zou herhalen. Het album was een compilatie van nummers die hij tussen 1990 en 1994 opnam en waarin hij een breed scala aan muziekstijlen tentoonstelde. Dit was Aphex Twins laatste uitgave in de jaren 90 waarin hij voornamelijk analoge synthesizers zou gebruiken. Aphex Twin werkte samen met minimalemuziekcomponist Philip Glass om een orkestversie te maken van een van de nummers op het album, Icct Hedral (Edit). Deze versie zou verschijnen op de Donkey Rhubarb EP.
Op het einde van de jaren 90 werd zijn muziek meer populair en mainstream, door de uitgaves van Richard D. James Album en Expert Knob Twiddlers in 1996, Come To Daddy EP in 1997, en de single Windowlicker in 1998. De twee laatstgenoemde ep's werden uitgezonden op MTV en werden cover features op diverse magazines. De video’s voor beide nummers werden gemaakt door Chris Cunningham en zorgden voor controverse, omdat er angstwekkende scènes in voorkomen. De rollen zijn ook weleens omgedraaid geweest. Zo maakte Aphex Twin in 2000 de soundtrack voor Chris Cunninghams eerste film Flex en in 2005 voor Rubber Johnny.

### 2000-2003
In 2001 bracht Aphex Twin zijn meest persoonlijke album uit genaamd Drukqs, een dubbelalbum waarop prepared pianostukken staan die hevig beïnvloed zijn door John Cage en Erik Satie. Het is opvallend dat veel van de nummers geschreven zijn in de taal Cornish, een dialect uit Cornwall (een voorbeeld is Vordhosbn, dat zeilboot betekent). Het album bevat ook steenharde, snelle, gedetailleerde, geprogrammeerde computernummers. Het was het laatste album dat bij Warp Records werd uitgeven. Zijn volgende grote uitgave werd uitgegeven op zijn eigen label Rephlex Records.

### 2004-2007
In het najaar van 2004 werden de roddels die zich verspreid hadden werkelijkheid. James keerde terug naar de acid techno-stijl met de Analord serie. Deze serie concentreert zich op het produceren van volledig analoge muziekstukken, geschreven en opgenomen met analoge apparatuur en gedrukt op vinyl. James was erg secuur wat betreft het proces van opnemen, masteren en drukken. Maar, mede-eigenaar Grant Wilson-Claridge, overtuigde James om een digitale cd uit te geven, Chosen Lords, die een selectie omvat van de Analord-serie.
Voor de Analord-serie gebruikte James een grote collectie Roland-drummachines die hij kocht toen ze nog in de omloop gingen voor lage prijzen. Hij gebruikte ook een van de zeldzaamste en meest begeerde synthesizers van zijn generatie, de Synton Fenix, en de beruchte Roland MC-4-sequencer, die zeer moeilijk te programmeren is. Voor zijn bekende acid-melodieën gebruikte hij de Roland TB-303.
De Analord cd-compilatie uit 2006 luidde een nieuwe periode van windstilte in voor AFX/Aphex Twin. In 2007 bracht het Rephlex-label nog wel de cd Rushup Edge uit. Dit minialbum verscheen onder de naam The Tuss, een pseudoniem dat algemeen wordt toegeschreven aan Richard D. James.

### 2014-heden
In de jaren na 2007 bleef James grotendeels onder de radar, uitgezonderd enkele sporadische dj-sets en live-verschijningen.
In de lente van 2014 kwam Aphex Twin opnieuw aan de oppervlakte door een campagne op het Amerikaanse crowdfunding-platform Kickstarter. Investeerders konden intekenen op een digitale kopie van een onuitgegeven album uit 1994 van Caustic Window, een van de oudere pseudoniemen van Richard D. James. Van dat album bestaat naar verluidt slechts één testpersing van een vijftal exemplaren, waarvan een via eBay zou worden aangeboden. Via Kickstarter werd uiteindelijk $67,424 opgehaald, de LP werd op eBay verkocht aan Minecraftontwerper Markus Persson voor $46,300. De campagne werd georganiseerd door de (anonieme) originele eigenaar van de LP en leden van het webforum We Are The Music Makers, met goedkeuring van artiest en platenlabel Rephlex.
Het Kickstarterverhaal bleek de voorbode van nieuw werk. In augustus, kort na enkele mysterieuze verschijningen van het Aphex Twin-logo in Londen en New York (respectievelijk op een zeppelin boven de stad en op een foto van graffiti nabij Radio City Music Hall) kondigde platenlabel WARP de release van Syro aan, het eerste officiële Aphex Twin-album sinds Drukqs uit 2001. Syro verscheen op 23 september 2014 en werd grotendeels positief onthaald door de pers. In de hitlijsten piekte het album op plaats 7 (België) en 19 (Nederland).
In enkele interviews die naar aanleiding van Syro werden afgenomen vertelde Richard D. James dat hij nooit was gestopt met het componeren, produceren en opnemen van muziek en dat hij beschikt over een archief van duizenden tracks die hij ooit wil uitbrengen. Die ambitie werd al snel kracht bijgezet. Op 23 januari 2015 bracht WARP de ep Computer Controlled Acoustic Instruments pt2 uit, enkele dagen later gevolgd door het Soundcloudgebruikersprofiel user48736353001, waarop 110 onuitgegeven tracks, meer dan 8 uur muziek in totaal, kunnen worden beluisterd en gedownload. Later werd de naam van het profiel veranderd in user18081971, waarbij 18081971 waarschijnlijk staat voor de datum 18-08-1971, de verjaardag van Richard D. James. Hoewel er weinig twijfel lijkt te bestaan over de authenticiteit van deze opnames, werd de link tussen Richard D. James en het Soundcloudprofiel nog nergens officieel bevestigd.

## Achtergrond

### Aphex Twins naam
De naam Aphex Twin is afgeleid van Aphex Systems Limited, een merk professionele audiobewerkingsapparatuur. Hij gebruikt de naam met toestemming. Hij heeft uitgelegd in interviews dat het Twingedeelte in zijn naam ter nagedachtenis is aan zijn broer, die ook de naam Richard James droeg en tijdens de geboorte overleed.

### Invloeden
James was beïnvloed door Chicagohouse- en Detroittechnopioniers zoals Derrick May en Kevin Saunderson. Andere house- en acidhouse-invloeden zijn A Guy Called Gerald, Mr. Fingers, 808 State en Lil Louis.
Avantgardemuziek heeft ook een grote invloed op James, artiesten zoals Brian Eno, Can, Neu!, Tangerine Dream, Karlheinz Stockhausen, Tod Dockstader, Xenakis, Piero Umiliani, Bernard Parmegiani, John Cage en Erik Satie.
Veel nummers hebben geluiden van en verwijzingen naar de ZX Spectrum, een 8 bit-personal-homecomputer. Bijvoorbeeld het nummer Carn Marth van het Richard D. James Album, waarin een geluid uit het spel Sabre Wulf voorkomt.

### Braindance
Richards eigen Rephlex Records label, creëerde de term "Braindance" om Aphex Twins muziek te beschrijven. "Braindance" heeft betrekking op "vooruitstrevende’’ elektronische muziek die aantrekkelijk kan zijn voor de hersenen van de luisteraar alswel het gevoel kan opwekken om te dansen en feesten. Braindance bestaat uit een wijd scala van muziekstijlen.

## Discografie

### Aphex Twin
- Digeridoo (1992)
- Selected Ambient Works 85-92 (1992)
- Xylem Tube EP (1992)
- On (1993)
- Selected Ambient Works II (1994)
- Classics (1994)
- Ventolin (1995)
- …I Care Because You Do (1995)
- Melodies From Mars (Unreleased album) (1995)
- Donkey Rhubarb (1995)
- Girl/Boy EP (1996)
- Richard D. James Album (1996)
- Come To Daddy (1997)
- Windowlicker (1999)
- Drukqs (2001)
- 26 Mixes For Cash (2003)
- Analord 10 (2005)
- Chosen Lords (2006)
- Syro (2014)
- Computer Controlled Acoustic Instruments pt2 (2015)

### AFX
- Analogue Bubblebath (1991)
- Analogue Bubblebath 2 (1991)
- Analogue Bubblebath 3 (1993)
- Analogue Bubblebath 5 (unreleased)
- Hangable Auto Bulb (1995)
- Analogue Bubblebath 3.1 (1997)
- 2 Remixes By AFX (2001)
- Smojphace EP (2003)
- Analords 1-9, 11 (2005)
- AFX/LFO (2005)
- Chosen Lords (2006)

### Polygon Window
- Surfing On Sine Waves (1993)
- Quoth (1993)

### Power-Pill
- Pac-Man (1992)

### Bradley Strider
- Bradley’s Beat (1991)
- Bradley’s Robot (1993)

### Caustic Window
- Joyrex 4 EP (1992)
- Joyrex J5 EP (1992)
- Joyrex J9i (1993)
- Joyrex J9ii (1993)

### GAK
- GAK (1994)

### Q-Chastic
- Q-Chastic EP (1992)

### Green Calx
- Green Calx (unreleased) (1993)

### Mike & Rich
- Expert Knob Twiddlers (1996)

## Aliassen
Richard D. James heeft gebruikgemaakt van de volgende aliassen:
- AFX
- Aphex Twin
- Blue Calx
- Bradley Strider
- Caustic Window
- The Dice Man
- GAK
- Martin Tressider
- Polygon Window
- Power-Pill
- Prichard D. Jams
- Q-Chastic
- Rich (Samenwerking tussen Mike Paradinas & Richard D. James als: Mike&Rich)
- Soit-P.P.
- The Smojphace.
- The Tuss
- Universal Indicator (in groups)
- user18081971 (Op Soundcloud)
- user48736353001 (Op Soundcloud)

## Muzikale gelijkenissen
- Autechre
- Boards of Canada
- Clark
- Luke Vibert
- Plaid (band)
- Squarepusher
- µ-Ziq / mu-ziq / Mike Paradinas
- Ovuca